# Fórmula leucocitaria
La fórmula leucocitaria es una prueba médica de laboratorio que proporciona información sobre los tipos y la cantidad de glóbulos blancos presentes en la sangre de una persona. Dicha prueba, que comúnmente se solicita como parte de una biometría hemática, mide cuantitativamente a cinco de las células blancas normales (neutrófilos, linfocitos, monocitos, eosinófilos y basófilos), así como a las anormales (en caso de que se encuentren presentes). Estos resultados se reportan en porcentajes y valores absolutos, se comparan con rangos referenciales y se determina si se hallan dentro de la normalidad, altos o bajos. Dichos cambios en la cantidad de células blancas permiten discernir el diagnóstico de múltiples condiciones, incluyendo patologías virales, bacterianas, parasitarias y hematológicas, como la leucemia.
Los diferenciales de células blancas pueden realizarse de forma automática o manual, a través de visualización en microscopio. Este último introducido alrededor de 1970; con la posterior inclusión de los métodos automatizados, que permitieron el uso de una pequeña muestra de sangre en un analizador que identifica varias medidas de células blancas para producir un muestreo cuantitativo. El método manual, a través del uso de microscopio, permite el investigar anormalidades en la morfología de la célula, actividad que no puede realizarse de forma implícita por medios automáticos.  
En 1674, Anton van Leeuwenhoek publicó las primeras observaciones en microscopio de células blancas. Los avances tecnológicos a lo largo del siglo XVIII y XIX permitieron la identificación de tres componentes celulares. Hacia 1870, Paul Ehrlich ideó una metodología para la diferenciación entre cada tipo de célula blanca. Dmitri Leonidovich Romanowsky modificó posteriormente el método de Ehrlich para obtener un amplio rango de colores, que actualmente continúa en uso para tinciones celulares en diferenciales manuales —tinción de Romanowsky.
El recuento automático de células blancas comenzó con la introducción del contador Coulter, el primer analizador automático hematológico, hacia 1950. Esta máquina permitía contar y determinar los tamaños celulares, permitiendo que tanto células blancas como rojas fueran numeradas. Hacia 1970, se desarrollaron y mejoraron dos técnicas de conteo automático: el procesamiento digital de imagen de muestras por microscopio y las técnicas de citometría de flujo que recurren al uso de la dispersión de luz y la tinción celular. Estos métodos continúan en uso en los analizadores modernos.

## Usos médicos
| Tipo de célula | Rango de referencia en adulto (× 109/L) | Rango de referencia en adulto (porcentaje) |
| -------------- | --------------------------------------- | ------------------------------------------ |
| Neutrófilos    | 1.7–7.5                                 | 50–70                                      |
| Linfocitos     | 1.0–3.2                                 | 18–42                                      |
| Monocitos      | 0.1–1.3                                 | 2–11                                       |
| Eosinófilos    | 0.0–0.3                                 | 1–3                                        |
| Basófilos      | 0.0–0.2                                 | 0–2                                        |

La fórmula leucocitaria a menudo acompaña a la biometría hemática. La prueba puede realizarse como parte del examen físico rutinario; con tal de asociar determinada sintomatología, particularmente aquella que sea sugestiva de infecciones o desórdenes hematológicos; o para monitorizar ciertas condiciones, como alteraciones sanguíneas o enfermedades inflamatorias.
Hay cinco tipos de células blancas que normalmente se hallan en la sangre: neutrófilos, linfocitos, monocitos, eosinófilos y basófilos. Los cambios cuantitativos en las proporciones de dichas células, por método automático o manual, puede ayudar a discernir varias condiciones médicas. De igual forma, aquellas células que no aparecen normalmente en la sangre, como los blastos, pueden identificarse por recuento manual. Este tipo de células se hallan en estados patológicos o desórdenes sanguíneos. La metodología manual también permite asociar cambios en la apariencia de las células blancas, como linfocitos reactivos, o caracterizando degranulación tóxica y vacuolación en neutrófilos. Los resultados del diferencial de células blancas se reporta tanto en porcentajes como en valores absolutos. Estos últimos se reportan en unidades de células por microlitro (µL) o 109 células por litro (L). Los resultados se comparan con rangos de referencia, los cuales son definidos individualmente por cada laboratorio y pueden variar en poblaciones de pacientes y métodos de análisis.
La biometría hemática y el diferencial leucocitario se obtienen mediante muestras de sangre capilar o venosa. La sangre capilar es preferible para los infantes y aquellos en quienes el acceso vascular sea complicado.  Para prevenir la formación de coágulo en la muestra, los tubos de ensayo contienen en su interior ácido etilendiaminotetraacético (EDTA). De igual forma, pueden contener citrato de sodio puesto que el EDTA puede asociarse a pseudotrombocitopenia.

## Tipos

### Método manual
En el método manual, un frotis de sangre se examina bajo microscopio y las células blancas son contadas y clasificadas con base en su apariencia. Este diferencial es realizado cuando el recuento automático solicita su revisión o cuando el médico lo requiere. Si dicho diferencial muestra hallazgos sugestivos de alguna condición importante, como leucemia; se suele referir la muestra a un médico hematólogo o anatomopatólogo para su confirmación.

#### Procedimiento
Se coloca una pequeña muestra de sangre sobre un portaobjetos y se recurre al uso de un segundo portaobjetos para esparcir la sangre a lo largo del frotis, formando una especie de "borde emplumado" conformado por una única capa de células al final de la muestra. Esto puede realizarse de forma manual o usando un portaobjetos automatizado acoplado al analizador hematológico. La filmina hecha es tratada con la tinción de Romanoswky, comúnmente denominada Tinción de Wright-Giemsa, y se examina bajo microscopio. El análisis es sistemático, escaneándose de lado a lado dentro de la filmina realizada y contando células de forma consecutiva. El diferencial es realizado a 400x o 500x de aumento, pero puede recurrirse a 1000x en caso de presentar células anormales. Las células se identifican por sus características morfológicas, como el tamaño y la estructura de su núcleo y el color y la textura de su citoplasma; permitiendo la identificación de cambios celulares. En la mayoría de los casos, el laboratorista cuenta 100 células, pero se puede recurrir a un conteo mayor en caso de una leucocitosis. El diferencial manual produce porcentajes de cada tipo de célula, mismos que pueden ser multiplicados por el conteo total de células blancas desde el analizador para presentar valores absolutos.
El diferencial manual puede realizarse con software microscópico digital, el cual recurre a la inteligencia artificial para clasificar las células blancas a partir de microfotografías del frotis de sangre; sin embargo, esta técnica requiere posterior confirmación por el operador.

#### Limitaciones
Debido a la poca cantidad de células en el diferencial manual, la variabilidad es amplia respecto a las técnicas automatizadas, especialmente cuando el número de células presentes en la muestra es bajo. Por ejemplo, en una prueba con un valor de monocitos al 5%, el diferencial manual podría tener una varianza en el muestreo de entre el 1 y 10%. De igual forma, la identificación celular es subjetiva y depende de las habilidades del operador. Las muestras con poca cantidad de sangre pueden causar una distribución irregular de leucocitos, generando un conteo erróneo, y dificultando la tinción adecuada para el estudio morfológico. En general, los recuentos diferenciales manuales exhiben coeficientes de variación (CV) que oscilan entre el 5 y el 10 por ciento, mientras que los recuentos diferenciales automáticos de neutrófilos y linfocitos normales tienen CV de aproximadamente el 3 por ciento.
En las leucemias como en otras enfermedades hematológicas, el linaje y las características genéticas de los leucocitos tienen importantes implicaciones para el tratamiento y pronóstico, y la morfología mismas de las células a través del microscopio es a menudo insuficiente para una clasificación adecuada. En estos casos, se puede recurrir a otras técnicas modernas como la citometría de flujo por inmunofenotipo o tinciones especiales para la identificación de cada célula.

### Método automático
La mayoría de los analizadores hematológicos disponen de una diferencial de cinco partes que permite enumerar neutrófilos, linfocitos, monocitos, eosinófilos y basófilos. Algunos instrumentos pueden incluso contabilizar granulocitos inmaduros y células rojas nucleadas. Asimismo, los analizadores modernos pueden categorizar propiedades de los leucocitos como su impedancia, los parámetros de dispersión y reacciones con tinción. Esta información es analizada y graficada en un diagrama de dispersión, formando distintos grupos que corresponden con cada tipo de célula blanca. De igual forma, los analizadores pueden proveer aún más información de la brindada por el diferencial manual, que puede condicionar datos imprecisos. En caso de existir células anormales o poblaciones celulares que el analizador no pueda identificar y se encuentren presentes, el instrumento puede marcar los resultados para la revisión manual del frotis de sangre.

#### Procedimiento
Las técnicas más comunes consisten en analizadores hematológicos que identifican células por medio de la dispersión de luz, contador Coulter o tinciones citoquímicas. Algunos analizadores recurren al análisis por medio de radiofrecuencia o identificando células a través de anticuerpos monoclonales. En cuanto a las técnicas de tinción se puede recurrir al uso de la mieloperoxidasa, una enzima que se encuentra en las células de linaje mieloide, y de ácidos nucleicos, que se encuentra en altas concentraciones en células inmaduras.
Un pequeño volumen celular (como 150 microlitros) es aspirado por el analizador, donde se aplican reactivos para lisar las células rojas y preservar a las blancas. La muestra se diluye y se pasa en un flujo de células, que utilizan el enfoque hidrodinámico para aislar células individuales para el análisis minucioso de sus propiedades. Varios parámetros celulares, como el tamaño, la complejidad y las reacciones a las distintas tinciones, son medidas y analizadas para cada población celular. Los basófilos, a menudo, se cuantifican con el uso de un reactivo que lisa el citoplasma de otras células blancas mientras se mantiene intactos a los básofilos en estudio. Aquellas muestras que presentan resultados anormales o que se sospecha que su contenido celular es morfológicamente distinto se marca por el analizador para una revisión manual minuciosa.
Para garantizar que los resultados del analizador automático son correctos, las muestras control de calidad se realizan una vez al día, regularmente. Estas muestras con resultados conocidos son provistas por el soporte técnico del instrumento. Los laboratorios comparan sus resultados diferenciales para conocer valores y asegurar que el instrumento funciona adecuadamente. De igual forma, se puede recurrir al uso de una media móvil, en el cual el promedio de resultados para las muestras de los pacientes son medidas en cierto intervalo. Asumiendo que las características de la población de pacientes permanece aproximada por cierto tiempo, el promedio debería mantenerse igual de constante; no obstante, variaciones significativas en el valor promedio pueden generar problemas en el reporte.

#### Limitaciones
Cuando se presentan células inmaduras o anormales, los diferenciales automáticos pueden malinterpretarse, por lo que se debe recurrir a un conteo manual. Por lo regular, del 10 a 25% del conteo total de glóbulos rojos de la muestra son "taggeados" para su revisión manual. Aunque la mayoría de las muestras anormales son marcadas automáticamente, algunas de ellas son omitidas; y, del mismo modo, los analizadores pueden generar falsos positivos cuando no se presentan célular anormales. Ciertos laboratorios hematológicos compensan esta problemática con una revisión manual cuando el diferencial o los resultados del conteo total se halla fuera de los márgenes números, independientemente de la presencia de "señalamientos" por el analizador.
La sensibilidad y especificidad de los señalamientos por el analizador pueden ser determinados a través de comparaciones con señalamientos de analizadores en resultados de diferenciales manuales.
El recuento automático de basófilos es poco fiable puesto que, a menudo, subestima los recuentos en la basofilia y produce resultados falsamente elevados en presencia de células anormales. Por tanto, el diferencial manual se considera el método de referencia para estas células.
Los analizadores pueden contar glóbulos rojos nucleados, plaquetas gigantes y agrupadas, así como glóbulos rojos que contienen hemoglobinas anormales (como la hemoglobina S en la anemia de células falciformes) o glóbulos blancos, lo que lleva a resultados diferenciales defectuosos. Los recuentos diferenciales automatizados en muestras envejecidas pueden ser incorrectos debido a la degeneración celular.